# Алуштинский аквариум
Алуштинский аквариум — аквариум Алуште, является достопримечательностью города. Размещён в подвальных помещениях круглого здания троллейбусных касс в центре города, в аквариуме обитают более 250 видов рыб, 7 видов крокодилов, 8 видов крабов и 12 видов черепах.

## История
В 2003 году в Алуште специалистами-ихтиологами во главе с Виктором Леонидовичем Жиленко была создана первая выставка рыб. Изначально это был лишь один зал с рыбами Чёрного и Азовского морей.
Однако уже к 2005 году выставка стала самым большим аквариумом на Южном берегу Крыма. В 2007 году Алуштинский аквариум собрал самую большую экспозиционную коллекцию на Украине. В 2008 году экспозицию стала дополнять и украшать коллекция морских раковин и кораллов со всего мира.
В настоящее время[когда?] в коллекции Алуштинского Аквариума обитают более 250 видов рыб, а также 7 видов крокодилов, 8 видов крабов и 12 видов черепах.

## Залы Алуштинского аквариума
Алуштинский аквариум включает 4 зала с водными обитателями и выставку раковин и кораллов. Первый зал содержит обитателей Чёрного и Азовского морей, таких как морской конёк, морская собачка, морская корова (или пятнистый звездочёт), морской дракон, морской кот (или скат-хвостокол).
Во втором и третьем залах собраны пресноводные рыбы. Среди обитателей пирании наттерера, самая большая пресноводная рыба арапаиму гигас, также гидросинус витаттус, и пресноводные мурены. Многие из видов, представленных в залах занесены в Красную Книгу. Также в третьем зале содержатся крокодилов, черепахи, и другие земноводные.
Четвёртый зал составляют рыбы Красного моря и Индо-Тихоокеанского бассейна. В этом зале содержатся такие обитатели как крылатки, рыба-прилипала, пугливого спинорог, карибский мечехвост, морские звёзды и морские ежи.